# Trolleybus de Rome
Le réseau de trolleybus de Rome compte, en 2019, trois lignes desservant la ville de Rome en Italie. Deux nouvelles lignes sont en cours de construction.

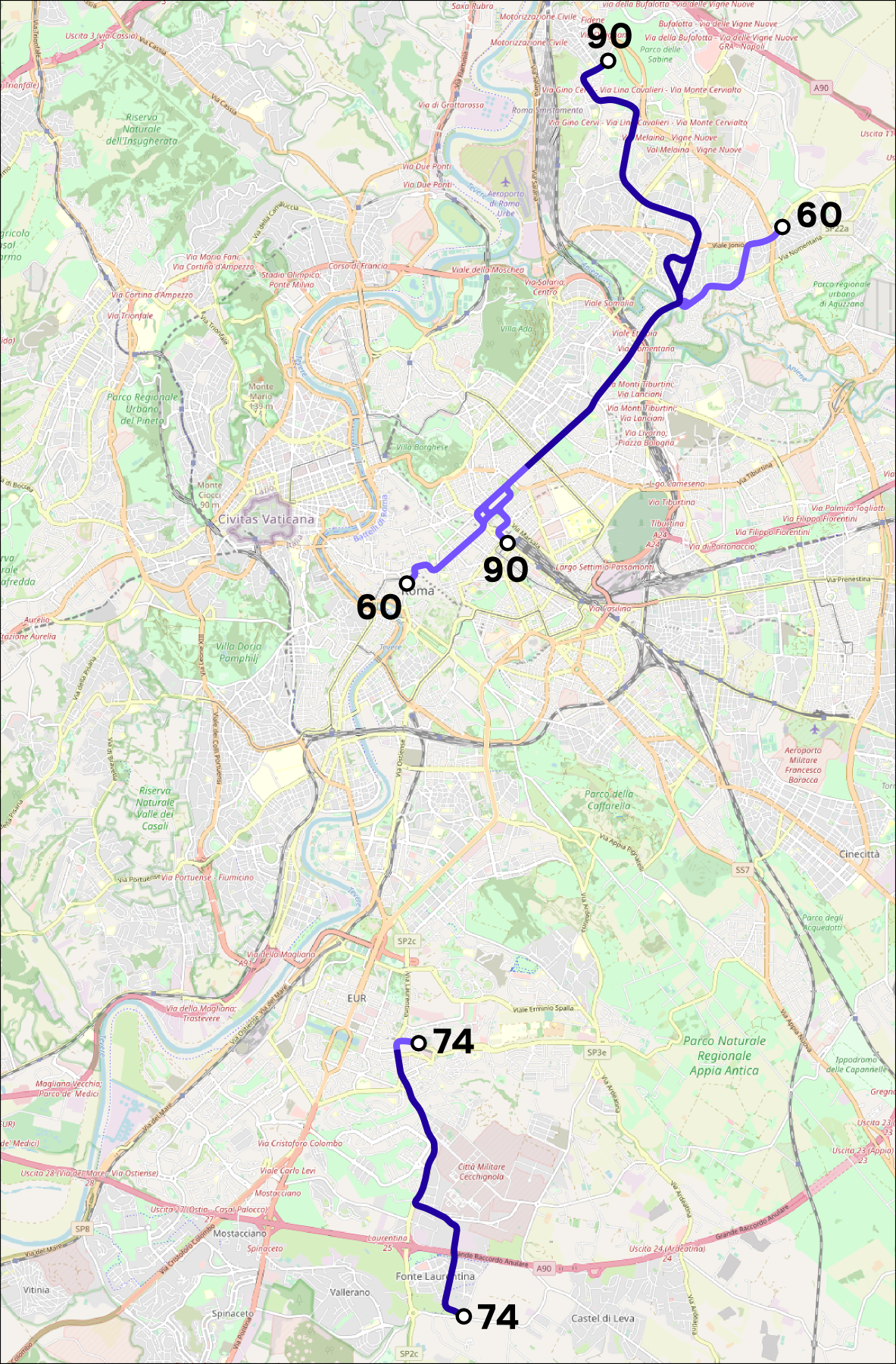
Réseau de trolleybus à Rome

## Histoire

### Le premier réseau de trolleybus (1937-1940)
Au cours des années 1930, beaucoup de villes en Europe de l'Ouest remplacent leurs lignes de tram par des autobus fonctionnant à l'essence. À Rome, la capitale italienne, une grande réforme du plan des transports en comlmun est entrée en vigueur le 1er janvier 1930. Les lignes de tram sont supprimées à l'intérieur du mur d'Aurélien et remplacées par des autobus. Les transports sur voies ferrées sont réservés aux liaisons avec les banlieues.
Ce changement n'est pas du goût des utilisateurs même en considérant que les autobus sont neufs et modernes. La situation ne s'améliore pas lorsque des rumeurs de sanctions contre le royaume d'Italie sont proférées par la Grande-Bretagne en raison de l'invasion de l'Éthiopie ce qui obligera l'Italie à trouver d'autres sources d'énergie que le pétrole. En fait, il n'y eut aucune sanction.
Les autorités politiques, l'Italie était alors gouvernée par le Duce Benito Mussolini, décidèrent d'utiliser partout où cela était possible, des trolleybus, un véhicule hybride entre le tram et l'autobus. La propagande fasciste n'hésita pas à proclamer que l'Italie avait inventé ce moyen de transport urbain alors que le trolleybus, comme on le connait depuis 1920, est d'origine anglaise. il faut dire qu'au tout début des années 1900, en Italie, à Rome entre le centre et Porta Pia, des prototypes de trolleybus ont circulé mais les chaussées de l'époque et les roues pleines avec bandages mais sans suspensions n'avaient pas permis de développer ce genre de véhicule.
Les travaux de construction des lignes électriques commencent dès le printemps 1936 sur deux lignes : la ligne d'autobus 137 qui relie "via Maria Luisa di Savoia" à la place de "Ponte Milvio" et la ligne 138 de "via Maria Luisa di Savoia" à "Viale Pinturicchio". Les travaux électriques sont réalisés par la plus importante société italienne en la matière : la Compagnia Generale di Elettricità, le matériel roulant est acheté aux constructeurs Breda C.F., Officine Meccaniche della Stanga, Fiat Ferroviaria et Alfa Romeo. Ces mêmes constructeurs se fournissent pour les composants électriques de traction chez Breda C.F., Tecnomasio, Compagnia Generale di Elettricità et Ercole Marelli. Ces deux lignes seront officillement inaugurées et mises en service les 7 et 8 janvier 1937.
Le succès est au rendez-vous et au vu de l'enthousiasme des utilisateurs, il est décidé de poursuivre la transformation sur d'autres lignes. Ainsi, quelques mois plus tard, les lignes 137 et 138 sont mises en service, une nouvelle ligne 106 sera mise en service en 1938. Le 1er septembre de la même année, la ligne 136 qui relie "Piazzale Flaminio à Piazzale Clodio" est mise en service. Ce fut la première ligne de trolleybus entièrement créée à cet effet et ne venant pas remplacer une ligne de bus existante.

### Les années de guerre (1941-1945)
Le réseau de trolleybus s'était grandement étendu dans la capitale italienne et couvrait, au début de la Seconde Guerre mondiale pas moins de 18 lignes supplémentaires : 102 - 103 - 105 - 106 - 107 - 110 - 115 - 119 - 129 - 132 - 134 - 137 - 138 - EF - EP - M1P - MB & NB.

### L'après guerre et les années 1950 (1946-1956)
Le réseau de trolleybus a poursuivi son expansion et en 1952, les 23 lignes suivantes avaient été intégrées : 32 - 35 - 36 - 37 - 39 - 44 - 46 - 48 - 52 - 53 - 56 - 58 - 60 - 62 - 64 - 66 - 70 - 71 - 75 - 75/ - 77 - 78 & 137.

Plan du réseau trolleybus de Rome en 1962

### Le déclin et la fin des trolleybus (1957-1972)
À la fin des années 1950, l'orientation générale n'est plus vraiment en faveur des trolleybus dont il faut envisager de remplacer les plus anciens, mais plutôt vers les autobus d'autant que le carburant est le gazole qui est peu cher. De plus, les autobus modernes s'avèrent d'une utilisation beaucoup plus souple que les trolleybus.
C'est en 1957 que le réseau de trolleybus sera le plus étendu dans la capitale italienne avec pas moins de 137 km et 419 véhicules.
Tous les trolleybus n'ont pas été supprimés, au contraire. Le réseau romain a effectivement perdu rapidement toutes ses lignes à l'intérieur de la capitale mais d'autres ont été créées pour desservir certaines banlieues comme les lignes 36/ - 47 - 47/ qui seront mises en service le 28 août 1957.
En 1962, il ne restait en service à Rome que les 24 lignes suivantes : 32 - 35 - 36 - 36/ - 37 - 37/ - 39 - 43 - 44 - 46 - 46/ - 47 - 47/ - 48/ - 52 - 53 - 58 - 58/ - 60 - 62 - 63 - 70 - 71 & 75.
Dix ans plus tard, le réseau romain supprimait les 2 dernières lignes créées en 1957, les lignes 47 & 47/, remplacées par des autobus le 2 juillet 1972.

## Réseau actuel

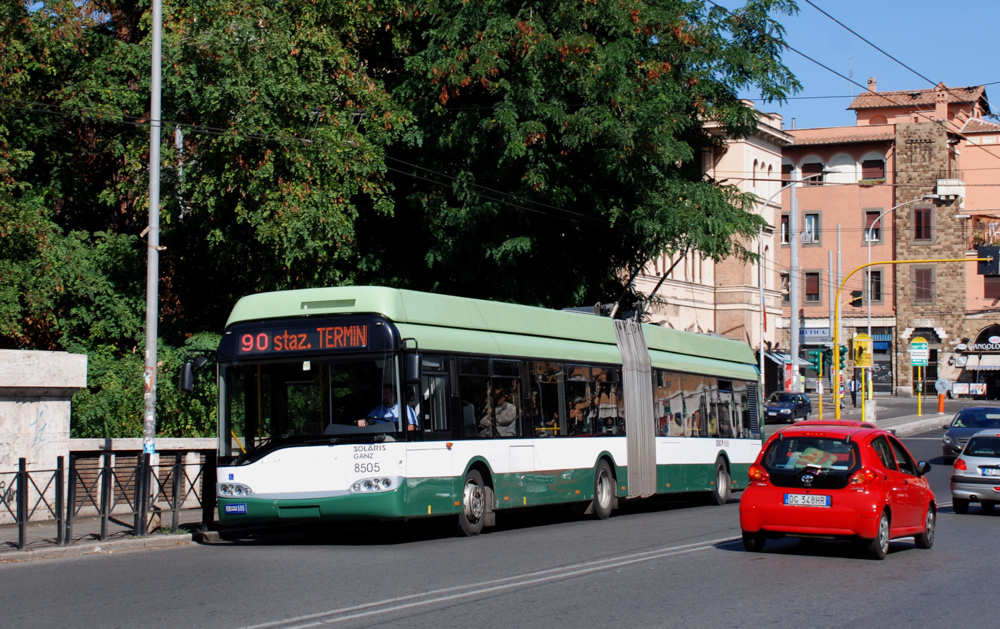
Un véhicule de la ligne 90 Express vers Rome-Termini

### La renaissance du réseau de trolleybus (2005-de nos jours)
Depuis le début du XXIe siècle, l'Administratione Communale, était à la recherche de moyens simples pour réduire la congestion chronique du trafic routier et la pollution qui en découle, dans la capitale italienne. Avec les précédentes décisions d'interdire toute circulation de véhicules particuliers dans le centre historique, il fallait proposer des moyens de transport de substitution. Il fut donc décide d'augmenter fortement l'offre de transports urbains en commun avec des véhicules électriques. Le réseau de tram qui n'avait jamais été abandonné a été remis au goût du jour avec des rames modernes et les trolleybus ont refait leur apparition sur les lignes les plus fréquentées.
Le 23 mars 2005 la ligne de trolleybus 90 Express a été inaugurée et mise en service entre la Gare de Rome-Termini et Largo F. Labia.
Le 1er décembre 2008 la ligne 90D Express qui relie la Gare de Rome-Termini et Largo S. Pugliese est mise en service.
La nouvelle ligne de trolleybus 74 a été inaugurée le 8 juillet 2019. Elle fonctionne sur un corridor dédié reliant le métro Laurentina à Fonte Laurentina.

### Service
Le tronçon de l'itinéraire entre la gare Termini et Porta Pia ne se trouve pas au milieu de la route, car on pensait que les lignes aériennes à deux fils auraient défiguré les rues du centre-ville. Sur le trajet, les trolleybus sont alimentés par des batteries embarquées, qui se rechargent automatiquement le long des sections dans lesquelles ils sont fournis.
- 60 Express Largo Pugliese ↔ Piazza Venezia (électrifié uniquement entre Porta Pia et Piazza Sempione);
- 74 Métro Laurentina ↔ Fonte Laurentina (5,5 km);

### Aperçu général
La ligne 90 Express relie la Gare Roma Termini à Largo F. Labia, soit 11.5 km.

### Matériel roulant
Depuis la reprise des trolleybus à Rome, le réseau est exploité uniquement avec des Solaris Trollino 18 articulés de 18 mètres de longueur pouvant accueillir 139 passagers.

## Projets
Deux lignes sont en cours de réalisation :
- EUR–Tor Pagnotta Laurentina–Trigoria, 10,4 km
- EUR–Tor de' Cenci, 11,9 km

45 trolleybus BredaMenarinibus Avancity articulés ont été commandés pour circuler sur ces nouveaux tronçons. Ils seront dôtés d'un moteur diesel afin d'éviter d'équiper certaines sections de lignes aériennes.
Ces deux lignes doivent être mises en service durant l'été 2019.